# Huite
Huite /="bowmen,", "archer"/ pleme američkih Indijanaca koji prema Masonu i Johnsonu zajedno s Nio i Ocoronima, pripadaju široj grupi Taracahitian. Hodge ih svrstava u Cahite. Živjeli su u krajevima gdje se sastaju rijeke Otero i Urique u sjevernoj Sinaloi. Huite su opisani kao antropofazi, u ratu sa svim svojim susjedima.
U ranom 17. stoljeću pokrstio ih je talijanski svećenik Pedro Juan Castini, nakon čega su nestali u populaciji Cinaloa ili Cahita. Isto i Yecarome.